# Borovy
Borovy är en ort i Tjeckien.   Den ligger i regionen Plzeň, i den västra delen av landet, 100 km sydväst om huvudstaden Prag. Borovy ligger 363 meter över havet och antalet invånare är 234.
Terrängen runt Borovy är huvudsakligen platt, men åt sydväst är den kuperad. Borovy ligger nere i en dal.Runt Borovy är det ganska tätbefolkat, med 54 invånare per kvadratkilometer. Närmaste större samhälle är Klatovy, 14,4 km söder om Borovy. I omgivningarna runt Borovy växer i huvudsak blandskog.